# Joaquín Ibáñez de Jesús y María
Joaquín Ibáñez de Jesús y María (Fuentes Claras, 24 de septiembre/29 de septiembre de 1738 - Zaragoza, enero de 1809) fue un escritor, orador y profesor aragonés, especializado en Humanidades.

## Biografía
Pertenecía al linaje de los marqueses de la Cañada y era pariente de José Ibáñez y Gassia, igualmente escritor y nacido en la misma población. Ingresó en la orden de los escolapios en 1755 y fue educador religioso de la orden. Fue autor de numerosos escritos y publicaciones de carácter religioso. Provincial de Aragón de la Orden Calasancia entre 1794 y 1797, destacaba también como orador.
Participó en acciones religiosas durante el segundo sitio de Zaragoza, falleciendo de epidemia en enero de 1809.

## Publicaciones
- Exercicios de traducción, y rudimentos de Retórica, y Poética... / bajo la dirección de su maestro el padre Joaquín Ibáñez de Jesús y María...  Madrid: Pedro Marin, 1777; 16 pág.; 4.º Texto completo
- Academia literaria sobre los principios de la retorica, y poetica, que ofrecen al público los cavalleros colegiales de las Escuelas Pias del Avapies, de esta Corte / dirigidos por su maestro el P. Joaquin Ibañez de Jesus y Maria... ; los días 17 y 18 de julio del año de 1778...  En Madrid: en la Imprenta de D. Pedro Marin, 1778. 16 pág.; 4.º Texto completo
- Novenario para implorar el patrocinio de Maria Santisma... que baxo el titulo de Nra. Sra. de los Navarros se venera en el lugar de Fuentes Claras / por el P. Joaquin Ybañez de Jesus y Maria de las Escuelas Pias. Zaragoça: en la oficina de Francisco Magallon, 1789. 24 pág.: il.; 8.º Texto completo
- Reglas de la poética escogidas de las que escribieron los mejores maestros y reducidas a romances endecasílabos para mayor comodidad de sus discípulos por el P. ... sacerdote de las Escuelas Pías de Aragón. Zaragoza: por Francisco Magallon, 1795. 62 pág., [2] en bl.; 8.º Texto completo